# Takeshima (Kagoshima)
Takeshima (竹島?) è un'isola appartenente all'arcipelago giapponese delle Isole Ōsumi.
Da un punto di vista amministrativo fa parte della prefettura di Kagoshima e insieme alle isole di Iōjima e Kuroshima costituisce il villaggio di Mishima.
L'isola ha una superficie di 4.2 km² e 78 abitanti. È raggiungibile solo via mare dalla città di Kagoshima.